# Kaiyi X3
Cowin X3 – samochód osobowy typu SUV klasy subkompaktowej produkowany pod chińską marką Cowin w latach 2016–2022 i jako Kaiyi X3 od 2022 roku.

## Historia i opis modelu

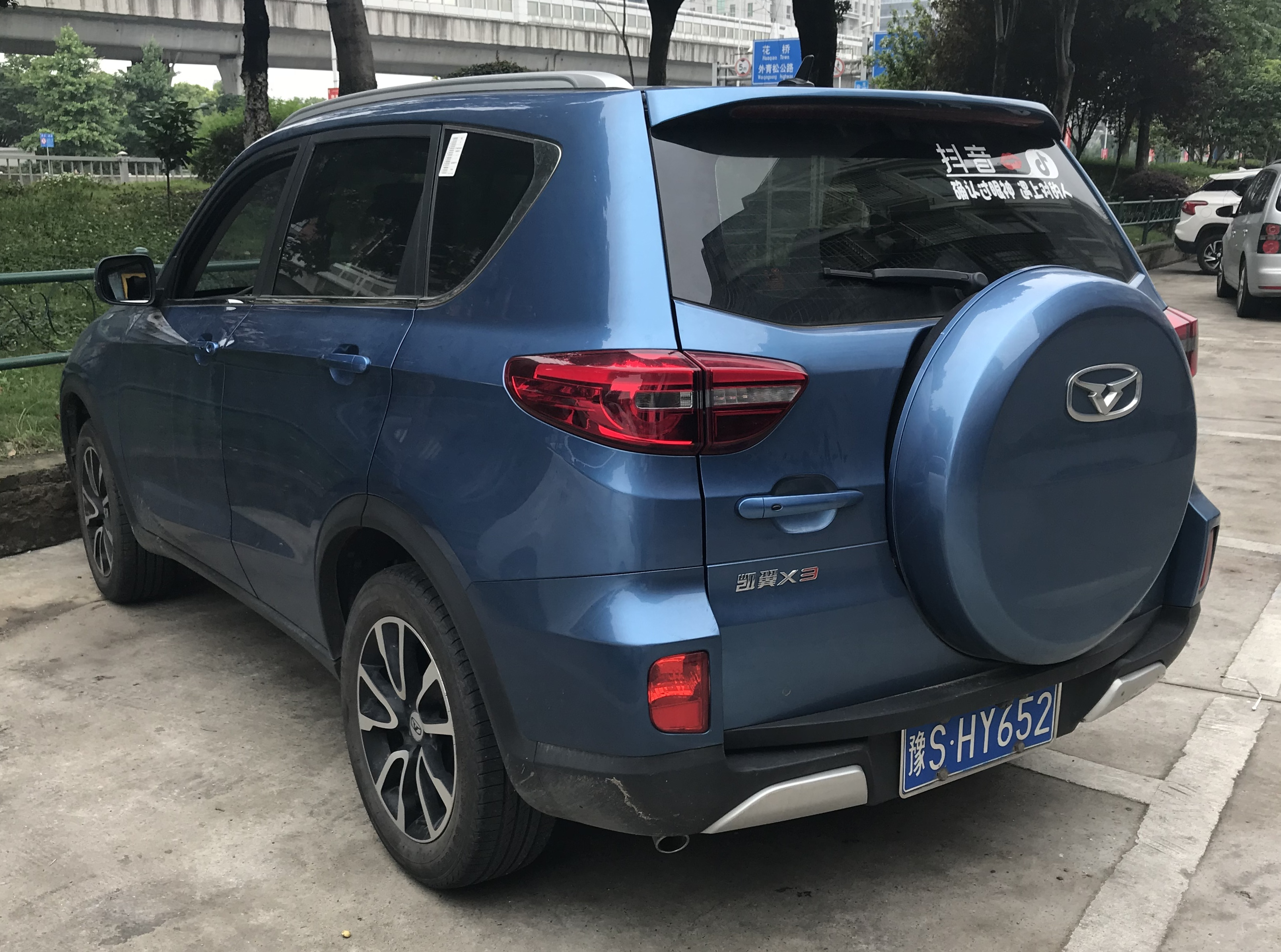
Cowin X3 - tył

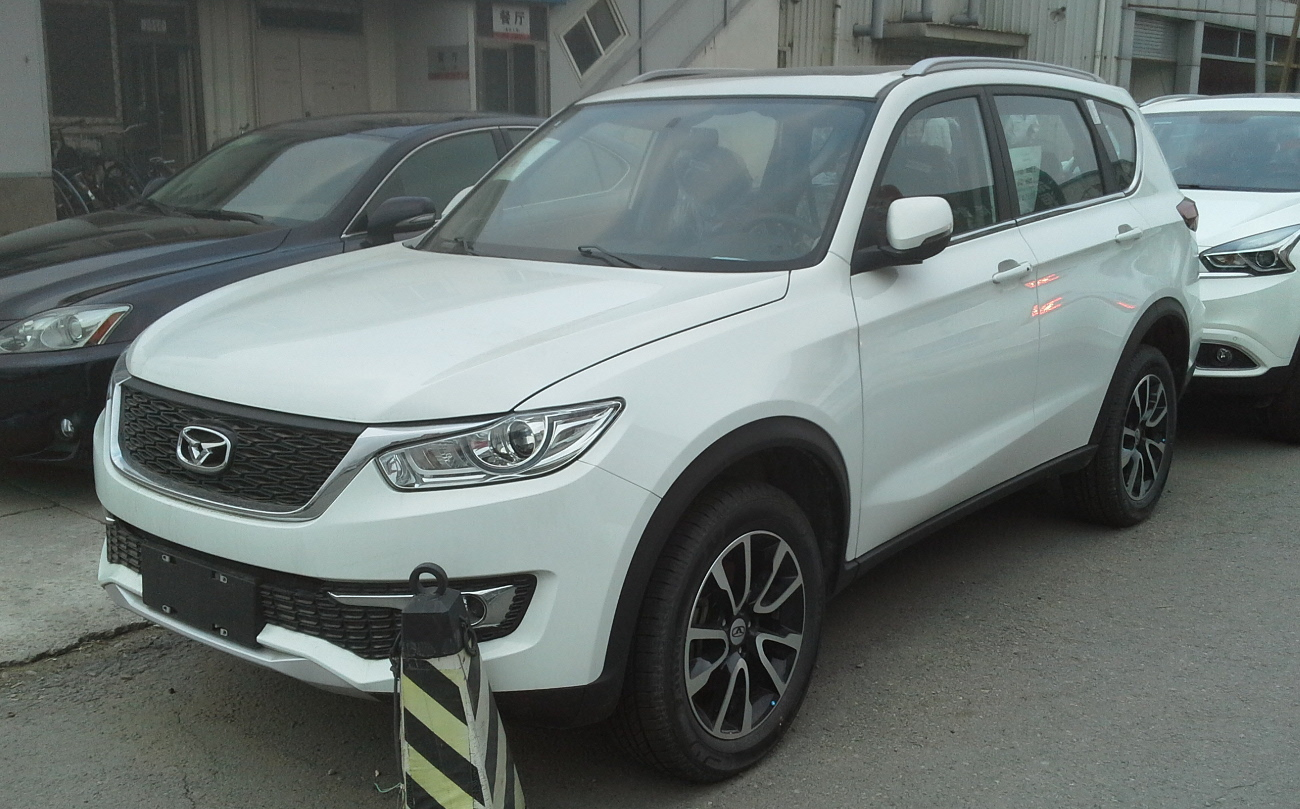
Cowin X3 w Pekinie

Wiosną 2016 roku podczas wystawy samochodowej Beijing Auto Show chińska marka Cowin przedstawiła nowy model niewielkiego SUV-a X3, który powstał jako najmniejszy tego typu pojazd w ofercie budżetowej dywizji koncernu Chery.
Pod kątem wizualnym Cowin X3 zyskał krągłą sylwetkę zdobioną chromowanymi akcentami, wielokątnymi wzorami na alufelgach oraz przymocowanym do klapy bagażnika kołem zapasowym zamkniętym pod obudową w kolorze nadwozia.
W podobnym wzornictwie utrzymano także projekt deski rozdzielczej, gdzie konsolę centralną przyozdobiły potrójne nawiewy w okrągłym kształcie, a także dotykowym wyświetlaczem systemu multimedialnego. 

### Sprzedaż
Cowin X3 powstał z myślą o wewnętrznym rynku chińskim, gdzie kierowany jest do młodych nabywców z miast średniej wielkości. Sprzedaż pojazdu rozpoczęła się w lipcu 2016 roku.

### Silniki
- R4 1.6l